# مثلث زائف

Pseudotriangles

شبه المثلث Pseudotriangle في هندسة المستوى الإقليدي، (أو المثلث الزائف) هو المجموعة الفرعية المتصلة ببساطة من المستوى، وتقع بين أي ثلاث مجموعات محدبة متبادلة الظل. وهو تشابك تمتد حوافه عند كل رأس بزاوية أقل من π.
استخدمت الكلمتين شبه المثلث "pseudotriangle" وتثليث المستوى "pseudotriangulation" في الرياضيات لفترة طويلة. يُستخدم تثليث المستوى للكشف عن التصادمات بين الأجسام المتحركة. ولرسم الرسم البياني الديناميكي وتحويل الأشكال. وتبدو شبه المثلثات المدببة في نظرية الصلابة بمثابة أمثلة على الرسوم البيانية المستوية ذات الحد الأدنى من الصلابة. وفي طرق تحديد أماكن الحراس فيما يتعلق بنظرية معرض الفنون.
أوضح كلُ من Pocchiola and Vegter (1996) أن شبه المثلث يكون منطقة متصلة من المستوى يحدها ثلاثة منحنيات محدبة ناعمة المماس عند نقاط نهايتها. ولكن فيما بعد وُضِعَ تعريف أوسع ينطبق بشكل عام على المضلعات وكذلك على المناطق التي تحدها منحنيات ناعمة، والتي تسمح بزوايا غير صفرية عند الرؤوس الثلاثة. في هذا التعريف الأوسع، فإن شبه المثلث هو منطقة متصلة ببساطة من المستوى، لها ثلاثة رؤوس محدبة. يجب أن تكون منحنيات الحدود الثلاثة التي تربط هذه الرؤوس الثلاثة محدبة، بمعنى أن أي قطعة خطية تربط نقطتين على نفس منحنى الحدود يجب أن تقع بالكامل خارج أو على حدود شبه المثلث. وبالتالي، فإن شبه المثلث هو المنطقة الواقعة بين الهياكل المحدبة لهذه المنحنيات الثلاثة بشكل عام.

وفيما يخص التطبيقات الخوارزمية، يكون من المهم بشكل خاص توصيف أشباه المثلثات من المضلعات.